# Баранкиља
Баранкиља (шп. Barranquilla) је индустријски, лучки и специјални округ у северној Колумбији основан је 1629. године на месту 16 km удаљеном од реке Каука. Већи занчај добија 30-их година 20. века када је уклањањем пешчаних спрудова претворена у важну карипску луку. Главни је град округа Атлантико и највећи индустријски и лучки центар у карипској области Колумбије и четврти град по величини у земљи. Познат је као колевка колумбијске авијације и домаћин живописног карневала.

## Становништво
| 1938.   | 1951.   | 1964.   | 1985.   | 1993.     | 2005.     | 2013.     |
| ------- | ------- | ------- | ------- | --------- | --------- | --------- |
| 150.395 | 279.627 | 498.301 | 899.781 | 1.026.370 | 1.112.837 | 1.206.946 |

## Партнерски градови
- Тампа
- Буенос Ајрес
- Мајами
- Гвајакил
- Браунсвил
- Kaohsiung City
- Витлејем